# Élections régionales de 2010 en Provence-Alpes-Côte d'Azur
Pour un article plus général, voir Élections régionales françaises de 2010.
Les élections régionales de 2010 ont lieu les 14 et le 21 mars en Provence-Alpes-Côte d'Azur, afin de renouveler les 123 sièges du conseil régional.
La majorité de gauche conduite par le socialiste Michel Vauzelle est reconduite pour un troisième mandat.

## Mode d'élection
Le mode de scrutin est fixé par le code électoral. Il précise que les conseillers régionaux sont élus tous les six ans.
Les conseillers régionaux sont élus dans chaque région au scrutin de liste à deux tours sans adjonction ni suppression de noms et sans modification de l'ordre de présentation. Chaque liste est constituée d'autant de sections qu'il y a de départements dans la région.
Si une liste a recueilli la majorité absolue des suffrages exprimés au premier tour, le quart des sièges lui est attribué. Le reste est réparti à la proportionnelle suivant la règle de la plus forte moyenne. Une liste ayant obtenu moins de 5 % des suffrages exprimés ne peut se voir attribuer un siège.
Sinon on procède à un second tour où peuvent se présenter les listes ayant obtenu 10 % des suffrages exprimés. La composition de ces listes peut être modifiée pour comprendre les candidats ayant figuré au premier tour sur d’autres listes, sous réserve que celles-ci aient obtenu au premier tour au moins 5 % des suffrages exprimés et ne se présentent pas au second tour. À l’issue du second tour, les sièges sont répartis de la même façon.
Les sièges étant attribués à chaque liste, on effectue ensuite la répartition entre les sections départementales, au prorata des voix obtenues par la liste dans chaque département.

## Contexte régional
Élu pour la première fois à la tête de la Région PACA en 1998 et réélu en 2004, le socialiste Michel Vauzelle se présente à sa propre succession. Malgré l'appel du président sortant à constituer une liste d'union de la gauche, le Front de gauche et Europe Écologie décident de déposer leurs propres listes au premier tour, comme dans la plupart des autres régions de France. Dans l'entre-deux-tours, les trois listes de gauche fusionnent sous la direction de Michel Vauzelle.
À droite, après le refus du maire de Toulon, l'UMP Hubert Falco de mener la liste de la majorité présidentielle, c'est finalement le député vauclusien Thierry Mariani qui est désigné.
Pour le Front national, Jean-Marie Le Pen, qui n'avait pu se présenter en 2004 car non domicilié dans la région, mène la liste dans ce qui est présenté comme sa dernière campagne électorale.

### Têtes de liste
| Liste | Liste                | Liste       | Alpes-de-Haute-Provence | Hautes-Alpes          | Alpes-Maritimes    | Bouches-du-Rhône     | Var                   | Vaucluse              |
| ----- | -------------------- | ----------- | ----------------------- | --------------------- | ------------------ | -------------------- | --------------------- | --------------------- |
|       | Isabelle Bonnet      | LO          | Nathalie Malhole        | Christian Lecat       | Agnès Benkemoun    | Isabelle Bonnet      | Jean-Michel Ghiotto   | Olivier Josue         |
|       | Pierre Godard        | NPA-FASE    | Brigitte Picard         | Lionel Cayrol         | Florence Ciaravola | Fadila El Miri       | Yves Lacire           | Jacques Hauye         |
|       | Jean-Marc Coppola    | PCF-PG      | Jean-Louis Pin          | Catherine Guigli      | Gérard Piel        | Anne Mesliand        | Luc Leandri           | Frédéric Meyer        |
|       | Laurence Vichnievsky | Verts-Cap21 | Gérard De Meester       | Marie Tarbouriech     | André Aschieri     | Aïcha Sif            | Philippe Chesneau     | Jacques Olivier       |
|       | Michel Vauzelle      | PS-PRG      | Christophe Castaner     | Joël Giraud           | Patrick Allemand   | Michel Vauzelle      | Robert Alfonsi        | Jean-Louis Joseph     |
|       | Patrice Miran        | AEI         | Martine Vallon          | Marcelle Schwendemann | Patrice Miran      | France Gamerre       | Monique Baccelli      | Gérard Azibi          |
|       | Catherine Levraud    | MoDem       | Ronald Grootaers        | Marie Leprevost       | Loïc Dombreval     | Catherine Levraud    | Nathalie Bicais       | André Seignon         |
|       | Thierry Mariani      | UMP-NC-MPF  | Éliane Barreille        | Chantal Eymeoud       | Gaston Franco      | Bernard Deflesselles | Hubert Falco          | Jean-Michel Ferrand   |
|       | Jean-Marie Le Pen    | FN          | Jean-Marie Berkhoff     | Jean-Louis Faudi      | Jean-Marie Le Pen  | Stéphane Ravier      | Jean-Louis Bouguereau | Thibaut de la Tocnaye |
|       | Jacques Bompard      | LS-PDF-MNR  | Albert Motte            | Jean-Pierre Bouteille | Benoit Loeuillet   | Ronald Perdomo       | Dominique Michel      | Jacques Bompard       |

## Sondages

### Premier tour
| Institut   | Date                  | LO     | NPA    | PCF-PG  | Verts-Cap21 | PS-PRG   | AEI   | MoDem   | UMP-NC-MPF | FN     | LS-PDF  |
| Institut   | Date                  | Bonnet | Godard | Coppola | Vichnievsky | Vauzelle | Miran | Levraud | Mariani    | Le Pen | Bompard |
| ---------- | --------------------- | ------ | ------ | ------- | ----------- | -------- | ----- | ------- | ---------- | ------ | ------- |
| Institut   | Date                  |        |        |         |             |          |       |         |            |        |         |
| TNS-Sofres | 6 au 8 mars 2010      | 1,5    | 1,5    | 6       | 14          | 27       | 2     | 4       | 29         | 13     | 2       |
| Ifop       | 18 au 20 février 2010 | 1      | 2,5    | 6,5     | 12          | 28       | 2,5   | 1,5     | 29         | 16     | 1       |
| OpinionWay | 10 février 2010       | -      | 2      | 6       | 13          | 24       | 4     | 3       | 30         | 15     | 1       |
| TNS-Sofres | 8 au 9 février 2010   | 2      | 1      | 4       | 13          | 30       | 3     | 2       | 29         | 13     | 2       |
| OpinionWay | 6 février 2010        | 1      | 3      | 4       | 13          | 27       | 4     | 4       | 27         | 14     | 1       |
| ISAMA      | 20 janvier 2010       | 1      | 2      | 4       | 9           | 30       | 1     | 2       | 28         | 19     | 3       |
| OpinionWay | 26 au 28 octobre 2009 | 2      | 1      | 4       | 13          | 31       | 5     | 7       | 24         | 12     | 1       |

### Second tour
| Institut   | Date                  | PS-PRG-Verts-PCF | UMP-NC-MPF | FN     |
| Institut   | Date                  | Vauzelle         | Mariani    | Le Pen |
| ---------- | --------------------- | ---------------- | ---------- | ------ |
| Institut   | Date                  |                  |            |        |
| TNS-Sofres | 6 au 8 mars 2010      | 51               | 36         | 13     |
| TNS-Sofres | 6 au 8 mars 2010      | 55               | 45         | -      |
| Ifop       | 18 au 20 février 2010 | 49               | 36         | 15     |
| OpinionWay | 10 février 2010       | 44               | 41         | 15     |
| TNS-Sofres | 8 au 9 février 2010   | 49               | 37         | 14     |
| TNS-Sofres | 8 au 9 février 2010   | 53               | 47         | -      |
| ISAMA      | 20 janvier 2010       | 38               | 34         | 18     |
| ISAMA      | 20 janvier 2010       | 56               | 44         | -      |
| OpinionWay | 26 au 28 octobre 2009 | 50               | 37         | 13     |
| OpinionWay | 26 au 28 octobre 2009 | 56               | 44         | -      |

### Notoriété et thèmes prioritaires
En décembre 2009, selon un sondage LH2, 41 % des habitants de Provence-Alpes-Côte d'Azur citent spontanément
Michel Vauzelle lorsqu'on leur demande le nom de leur président de région et 75 % disent connaitre Michel Vauzelle après que l'institut LH2 a cité son nom.
Le même sondage classe, en fonction du choix des personnes interrogées, les thèmes de campagne privilégiés par ces derniers :
- la protection de l’environnement et l’amélioration du cadre de vie : 53 %,
- le financement et la mise en œuvre de la formation professionnelle et de l’apprentissage : 39 %,
- le développement économique et l’aide aux entreprises : 37 %,
- le développement des infrastructures de transports ferroviaires notamment TER : 23 %,
- la construction et la rénovation des lycées : 20 %,
- autre : 2 %,
- ne se prononcent pas : 3 %.

## Résultats
Au premier tour, la droite parlementaire arrive en tête mais avec un score faible, comme sur le plan national. Elle est talonnée par la liste du PS : Michel Vauzelle réalise un score en baisse par rapport à la liste d'union de la gauche en 2004, mais dispose contrairement à la droite d'une réserve de voix. Ses alliés d'Europe écologie réalise un score mitigé, avec près de 11 % des voix, alors que les intentions de vote pouvaient laisser présager un score plus proche de la moyenne nationale. Loin derrière, le Front de gauche réalise un score honorable et réussit le pari de passer la barre des 5 % permettant la fusion au deuxième tour. Il enfonce tout de même son rival du NPA qui avait refusé de s'allier au sein d'une candidature commune.
Le vote Front national reste à un niveau très élevé. Si l'on y ajoute les voix de liste de M. Bompard, on arrive à un rapport de force similaire à celui de 2004 où le FN avait réalisé plus de 22 % des voix. Ce résultat a surpris par son ampleur après la décrue observée lors des élections européennes notamment.
Enfin, le MoDem, qui avait rencontré des difficultés pour constituer sa liste, disparait du paysage politique local avec moins de 3 % des voix.
Au second tour, la liste d'union de la gauche arrive largement en tête — 11 points devant la droite — sans toutefois remporter la majorité absolue des voix.

### Résultats régionaux

Répartition des sièges par groupe :
PS-PRG
PCF-PG
Verts-Cap21
UMP-NC-MPF (30)
FN (21)

| Tête de liste Étiquettes | Tête de liste Étiquettes                                     | Premier tour | Premier tour | Second tour | Second tour | Sièges | Sièges |
| Tête de liste Étiquettes | Tête de liste Étiquettes                                     | Voix         | %            | Voix        | %           | Sièges | Sièges |
| ------------------------ | ------------------------------------------------------------ | ------------ | ------------ | ----------- | ----------- | ------ | ------ |
|                          | Thierry Mariani Union pour un mouvement populaire (NC - MPF) | 388 365      | 26,60        | 559 381     | 33,02       | 30     |        |
|                          | Michel Vauzelle sortant Parti socialiste (PRG)               | 376 601      | 25,80        | 747 297     | 44,11       | 72     |        |
|                          | Laurence Vichnievsky Les Verts (Cap21)                       | 159 426      | 10,92        | 747 297     | 44,11       | 72     |        |
|                          | Jean-Marc Coppola Front de gauche (PCF - PG)                 | 89 256       | 6,11         | 747 297     | 44,11       | 72     |        |
|                          | Jean-Marie Le Pen Front national                             | 296 283      | 20,30        | 387 481     | 22,87       | 21     |        |
|                          | Jacques Bompard Ligue du Sud (PDF - MNR)                     | 39 284       | 2,69         |             |             |        |        |
|                          | Catherine Levraud Mouvement démocrate                        | 36 699       | 2,51         |             |             |        |        |
|                          | Patrice Miran Alliance écologiste indépendante               | 34 076       | 2,33         |             |             |        |        |
|                          | Pierre Godard Nouveau parti anticapitaliste (FASE)           | 30 814       | 2,11         |             |             |        |        |
|                          | Isabelle Bonnet Lutte ouvrière                               | 9 028        | 0,62         |             |             |        |        |
|                          |                                                              |              |              |             |             |        |        |
| Inscrits                 | Inscrits                                                     | 3 347 258    | 100,00       | 3 347 144   | 100,00      | 123    |        |
| Abstentions              | Abstentions                                                  | 1 845 298    | 55,13        | 1 599 747   | 47,79       |        |        |
| Votants                  | Votants                                                      | 1 501 960    | 44,87        | 1 747 397   | 52,21       |        |        |
| Blancs et nuls           | Blancs et nuls                                               | 42 128       | 2,8          | 53 238      | 3,05        |        |        |
| Exprimés                 | Exprimés                                                     | 1 459 832    | 97,2         | 1 694 159   | 96,95       |        |        |

### Résultats par département

#### Alpes-de-Haute-Provence
| Tête de liste  | Tête de liste         | Liste          | Premier tour | Premier tour | Second tour | Second tour | Sièges | Sièges |
| Tête de liste  | Tête de liste         | Liste          | #            | %            | #           | %           | #      | %      |
| -------------- | --------------------- | -------------- | ------------ | ------------ | ----------- | ----------- | ------ | ------ |
|                | Christophe Castaner * | PS-PRG         | 18 966       | 31,55        | 36 118      | 53,63       | 3      | 75,00  |
|                | Gérard De Meester     | Verts-Cap21    | 7 856        | 13,07        | 36 118      | 53,63       | 3      | 75,00  |
|                | Jean-Louis Pin        | PCF-PG         | 4 536        | 7,54         | 36 118      | 53,63       | 3      | 75,00  |
|                | Éliane Barreille      | UMP-NC-MPF     | 13 589       | 22,60        | 19 626      | 29,14       | 1      | 25,00  |
|                | Jean-Marie Berkhoff   | FN             | 9 098        | 15,13        | 11 603      | 17,23       | 0      | 0,00   |
|                | Brigitte Picard       | NPA-FASE       | 1 650        | 2,74         |             |             |        |        |
|                | Ronald Grootaers      | MoDem          | 1 552        | 2,58         |             |             |        |        |
|                | Martine Vallon        | AEI            | 1 305        | 2,17         |             |             |        |        |
|                | Albert Motte          | LS-PDF-MNR     | 1 056        | 1,76         |             |             |        |        |
|                | Nathalie Malhole      | LO             | 514          | 0,85         |             |             |        |        |
|                |                       |                |              |              |             |             |        |        |
| Inscrits       | Inscrits              | Inscrits       | 120 733      | 100,00       | 120 648     | 100,00      |        |        |
| Abstention     | Abstention            | Abstention     | 58 153       | 48,17        | 50 452      | 41,82       |        |        |
| Votants        | Votants               | Votants        | 62 580       | 51,83        | 70 196      | 58,18       |        |        |
| Blancs et nuls | Blancs et nuls        | Blancs et nuls | 2 458        | 3,93         | 2 849       | 4,06        |        |        |
| Exprimés       | Exprimés              | Exprimés       | 60 122       | 96,07        | 67 347      | 95,94       |        |        |

* liste du président sortant

#### Hautes-Alpes
| Tête de liste  | Tête de liste         | Liste          | Premier tour | Premier tour | Second tour | Second tour | Sièges | Sièges |
| Tête de liste  | Tête de liste         | Liste          | #            | %            | #           | %           | #      | %      |
| -------------- | --------------------- | -------------- | ------------ | ------------ | ----------- | ----------- | ------ | ------ |
|                | Joël Giraud *         | PRG-PS         | 15 826       | 31,65        | 30 850      | 54,11       | 3      | 75,00  |
|                | Marie Tarbouriech     | Verts-Cap21    | 7 221        | 14,44        | 30 850      | 54,11       | 3      | 75,00  |
|                | Catherine Guigli      | PCF-PG         | 2 843        | 5,69         | 30 850      | 54,11       | 3      | 75,00  |
|                | Chantal Eymeoud       | NC-UMP-MPF     | 12 607       | 25,21        | 18 118      | 31,78       | 1      | 25,00  |
|                | Jean-Louis Faudi      | FN             | 6 219        | 12,44        | 8 049       | 14,12       | 0      | 0,00   |
|                | Marie Leprevost       | MoDem          | 1 620        | 3,24         |             |             |        |        |
|                | Lionel Cayrol         | NPA-FASE       | 1 370        | 2,74         |             |             |        |        |
|                | Marcelle Schwendemann | AEI            | 959          | 1,92         |             |             |        |        |
|                | Jean-Pierre Bouteille | LS-PDF-MNR     | 938          | 1,88         |             |             |        |        |
|                | Christian Lecat       | LO             | 402          | 0,80         |             |             |        |        |
|                |                       |                |              |              |             |             |        |        |
| Inscrits       | Inscrits              | Inscrits       | 104 711      | 100,00       | 104 713     | 100,00      |        |        |
| Abstention     | Abstention            | Abstention     | 52 574       | 50,21        | 45 225      | 43,19       |        |        |
| Votants        | Votants               | Votants        | 52 137       | 49,79        | 59 488      | 56,81       |        |        |
| Blancs et nuls | Blancs et nuls        | Blancs et nuls | 2 132        | 4,09         | 2 471       | 4,15        |        |        |
| Exprimés       | Exprimés              | Exprimés       | 50 005       | 95,91        | 57 017      | 95,85       |        |        |

* liste du président sortant

#### Alpes-Maritimes
| Tête de liste  | Tête de liste      | Liste          | Premier tour | Premier tour | Second tour | Second tour | Sièges | Sièges |
| Tête de liste  | Tête de liste      | Liste          | #            | %            | #           | %           | #      | %      |
| -------------- | ------------------ | -------------- | ------------ | ------------ | ----------- | ----------- | ------ | ------ |
|                | Gaston Franco      | UMP-NC-MPF     | 95 445       | 30,93        | 138 427     | 38,32       | 7      | 29,17  |
|                | Jean-Marie Le Pen  | FN             | 67 916       | 22,01        | 86 144      | 23,85       | 5      | 20,83  |
|                | Patrick Allemand * | PS-PRG         | 64 305       | 20,84        | 136 683     | 37,84       | 13     | 50,00  |
|                | André Aschieri     | Verts-Cap21    | 38 848       | 12,59        | 136 683     | 37,84       | 13     | 50,00  |
|                | Gérard Piel        | PCF-PG         | 14 853       | 4,81         | 136 683     | 37,84       | 13     | 50,00  |
|                | Loïc Dombreval     | MoDem          | 7 253        | 2,35         |             |             |        |        |
|                | Patrice Miran      | AEI            | 7 160        | 2,32         |             |             |        |        |
|                | Benoit Loeuillet   | LS-PDF-MNR     | 6 454        | 2,09         |             |             |        |        |
|                | Florence Ciaravola | NPA-FASE       | 4 932        | 1,60         |             |             |        |        |
|                | Agnès Benkemoun    | LO             | 1 373        | 0,45         |             |             |        |        |
|                |                    |                |              |              |             |             |        |        |
| Inscrits       | Inscrits           | Inscrits       | 734 277      | 100,00       | 734 302     | 100,00      |        |        |
| Abstention     | Abstention         | Abstention     | 417 207      | 56,82        | 361 854     | 49,28       |        |        |
| Votants        | Votants            | Votants        | 317 070      | 43,18        | 372 448     | 50,72       |        |        |
| Blancs et nuls | Blancs et nuls     | Blancs et nuls | 8 531        | 2,69         | 11 194      | 3,01        |        |        |
| Exprimés       | Exprimés           | Exprimés       | 308 539      | 97,31        | 361 254     | 96,99       |        |        |

* liste du président sortant

#### Bouches-du-Rhône
| Tête de liste  | Tête de liste        | Liste          | Premier tour | Premier tour | Second tour | Second tour | Sièges | Sièges |
| Tête de liste  | Tête de liste        | Liste          | #            | %            | #           | %           | #      | %      |
| -------------- | -------------------- | -------------- | ------------ | ------------ | ----------- | ----------- | ------ | ------ |
|                | Michel Vauzelle *    | PS-PRG         | 162 264      | 29,46        | 318 052     | 49,46       | 31     | 62,75  |
|                | Aïcha Sif            | Verts-Cap21    | 55 987       | 10,17        | 318 052     | 49,46       | 31     | 62,75  |
|                | Anne Mesliand        | PCF-PG         | 43 914       | 7,97         | 318 052     | 49,46       | 31     | 62,75  |
|                | Bernard Deflesselles | UMP-NC-MPF     | 121 348      | 22,03        | 177 197     | 27,55       | 10     | 19,60  |
|                | Stéphane Ravier      | FN             | 113 119      | 20,54        | 147 846     | 22,99       | 9      | 17,65  |
|                | Catherine Levraud    | MoDem          | 14 030       | 2,55         |             |             |        |        |
|                | Fadila El Miri       | NPA-FASE       | 13 391       | 2,43         |             |             |        |        |
|                | France Gamerre       | AEI            | 13 020       | 2,36         |             |             |        |        |
|                | Ronald Perdomo       | LS-PDF-MNR     | 10 021       | 1,82         |             |             |        |        |
|                | Isabelle Bonnet      | LO             | 3 640        | 0,66         |             |             |        |        |
|                |                      |                |              |              |             |             |        |        |
| Inscrits       | Inscrits             | Inscrits       | 1 281 031    | 100,00       | 1 280 917   | 100,00      |        |        |
| Abstention     | Abstention           | Abstention     | 715 942      | 55,89        | 619 294     | 48,35       |        |        |
| Votants        | Votants              | Votants        | 565 089      | 44,11        | 661 623     | 51,65       |        |        |
| Blancs et nuls | Blancs et nuls       | Blancs et nuls | 14 355       | 2,54         | 18 528      | 2,80        |        |        |
| Exprimés       | Exprimés             | Exprimés       | 550 734      | 97,46        | 643 095     | 97,20       |        |        |

* liste du président sortant

#### Var
| Tête de liste  | Tête de liste         | Liste          | Premier tour | Premier tour | Second tour | Second tour | Sièges | Sièges |
| Tête de liste  | Tête de liste         | Liste          | #            | %            | #           | %           | #      | %      |
| -------------- | --------------------- | -------------- | ------------ | ------------ | ----------- | ----------- | ------ | ------ |
|                | Hubert Falco          | UMP-NC-MPF     | 103 943      | 32,97        | 144 812     | 39,68       | 8      | 30,77  |
|                | Robert Alfonsi *      | PS-PRG         | 72 894       | 23,12        | 139 608     | 38,26       | 14     | 53,85  |
|                | Philippe Chesneau     | Verts-Cap21    | 30 548       | 9,69         | 139 608     | 38,26       | 14     | 53,85  |
|                | Luc Leandri           | PCF-PG         | 14 168       | 4,49         | 139 608     | 38,26       | 14     | 53,85  |
|                | Jean-Louis Bouguereau | FN             | 64 444       | 20,44        | 80 511      | 22,06       | 4      | 15,38  |
|                | Monique Baccelli      | AEI            | 7 913        | 2,51         |             |             |        |        |
|                | Nathalie Bicais       | MoDem          | 7 370        | 2,34         |             |             |        |        |
|                | Dominique Michel      | LS-PDF-MNR     | 6 145        | 1,95         |             |             |        |        |
|                | Yves Lacire           | NPA-FASE       | 5 870        | 1,86         |             |             |        |        |
|                | Jean-Michel Ghiotto   | LO             | 1 940        | 0,62         |             |             |        |        |
|                |                       |                |              |              |             |             |        |        |
| Inscrits       | Inscrits              | Inscrits       | 730 184      | 100,00       | 730 184     | 100,00      |        |        |
| Abstention     | Abstention            | Abstention     | 406 278      | 55,64        | 354 561     | 48,56       |        |        |
| Votants        | Votants               | Votants        | 323 906      | 44,36        | 375 623     | 51,44       |        |        |
| Blancs et nuls | Blancs et nuls        | Blancs et nuls | 8 671        | 2,68         | 10 692      | 2,85        |        |        |
| Exprimés       | Exprimés              | Exprimés       | 315 235      | 97,32        | 364 931     | 97,15       |        |        |

* liste du président sortant

#### Vaucluse
| Tête de liste  | Tête de liste         | Liste          | Premier tour | Premier tour | Second tour | Second tour | Sièges | Sièges |
| Tête de liste  | Tête de liste         | Liste          | #            | %            | #           | %           | #      | %      |
| -------------- | --------------------- | -------------- | ------------ | ------------ | ----------- | ----------- | ------ | ------ |
|                | Jean-Louis Joseph *   | PS-PRG         | 42 346       | 24,17        | 86 071      | 42,92       | 8      | 57,14  |
|                | Jacques Olivier       | Verts-Cap21    | 18 966       | 10,83        | 86 071      | 42,92       | 8      | 57,14  |
|                | Frédéric Meyer        | PCF-PG         | 8 942        | 5,10         | 86 071      | 42,92       | 8      | 57,14  |
|                | Jean-Michel Ferrand   | UMP-NC-MPF     | 41 433       | 23,65        | 61 232      | 30,54       | 3      | 21,43  |
|                | Thibaut de La Tocnaye | FN             | 35 487       | 20,26        | 53 221      | 26,54       | 3      | 21,43  |
|                | Jacques Bompard       | LS-PDF-MNR     | 14 670       | 8,37         |             |             |        |        |
|                | André Seignon         | MoDem          | 4 874        | 2,78         |             |             |        |        |
|                | Gérard Azibi          | AEI            | 3 719        | 2,12         |             |             |        |        |
|                | Jacques Hauye         | NPA-FASE       | 3 601        | 2,06         |             |             |        |        |
|                | Olivier Josue         | LO             | 1 159        | 0,66         |             |             |        |        |
|                |                       |                |              |              |             |             |        |        |
| Inscrits       | Inscrits              | Inscrits       | 376 322      | 100,00       | 376 327     | 100,00      |        |        |
| Abstention     | Abstention            | Abstention     | 195 144      | 51,86        | 168 312     | 44,72       |        |        |
| Votants        | Votants               | Votants        | 181 178      | 48,14        | 208 015     | 55,28       |        |        |
| Blancs et nuls | Blancs et nuls        | Blancs et nuls | 5 981        | 3,30         | 7 491       | 3,60        |        |        |
| Exprimés       | Exprimés              | Exprimés       | 175 197      | 96,70        | 200 524     | 96,40       |        |        |

* liste du président sortant